# Punia

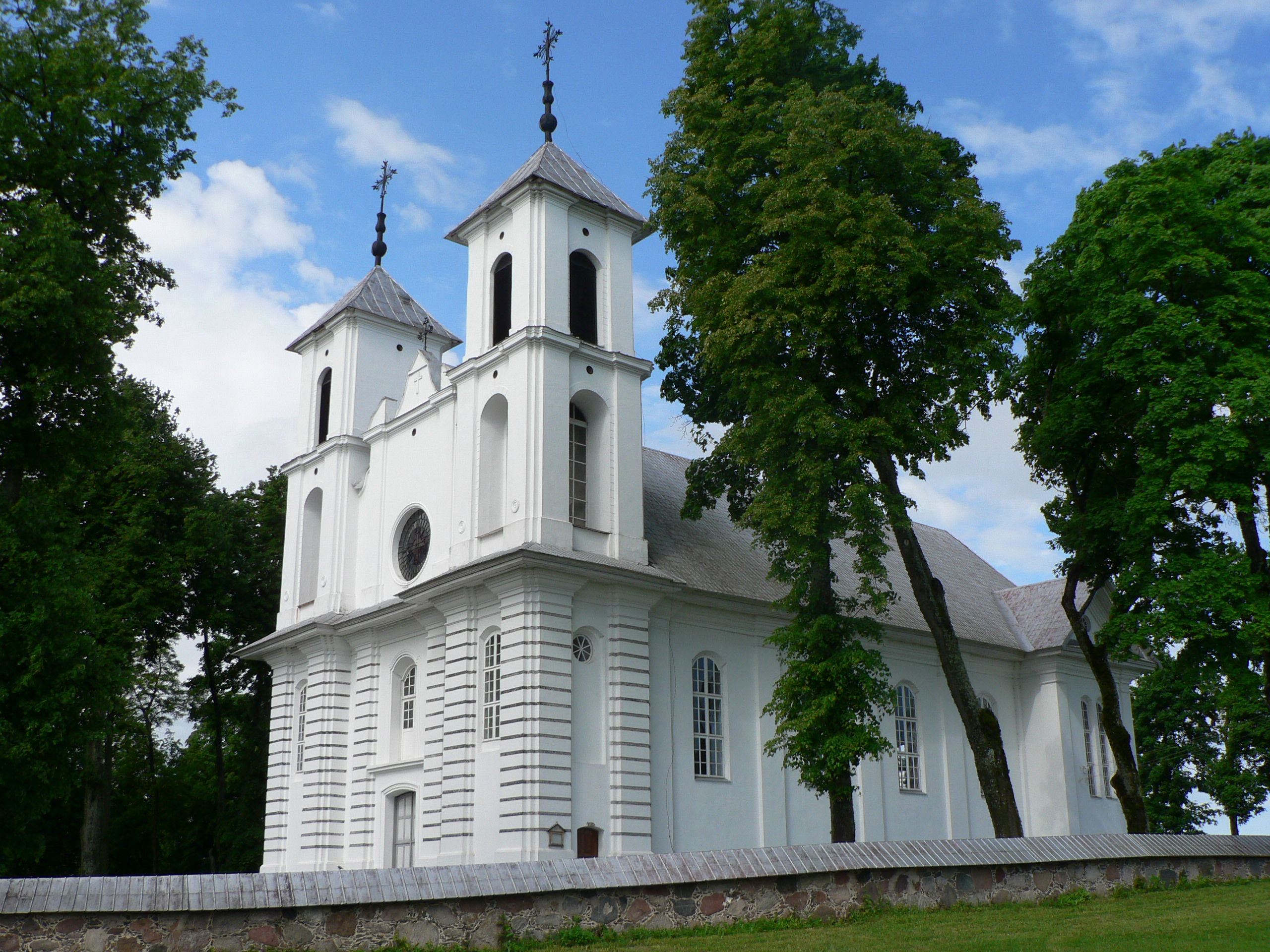
Kirche

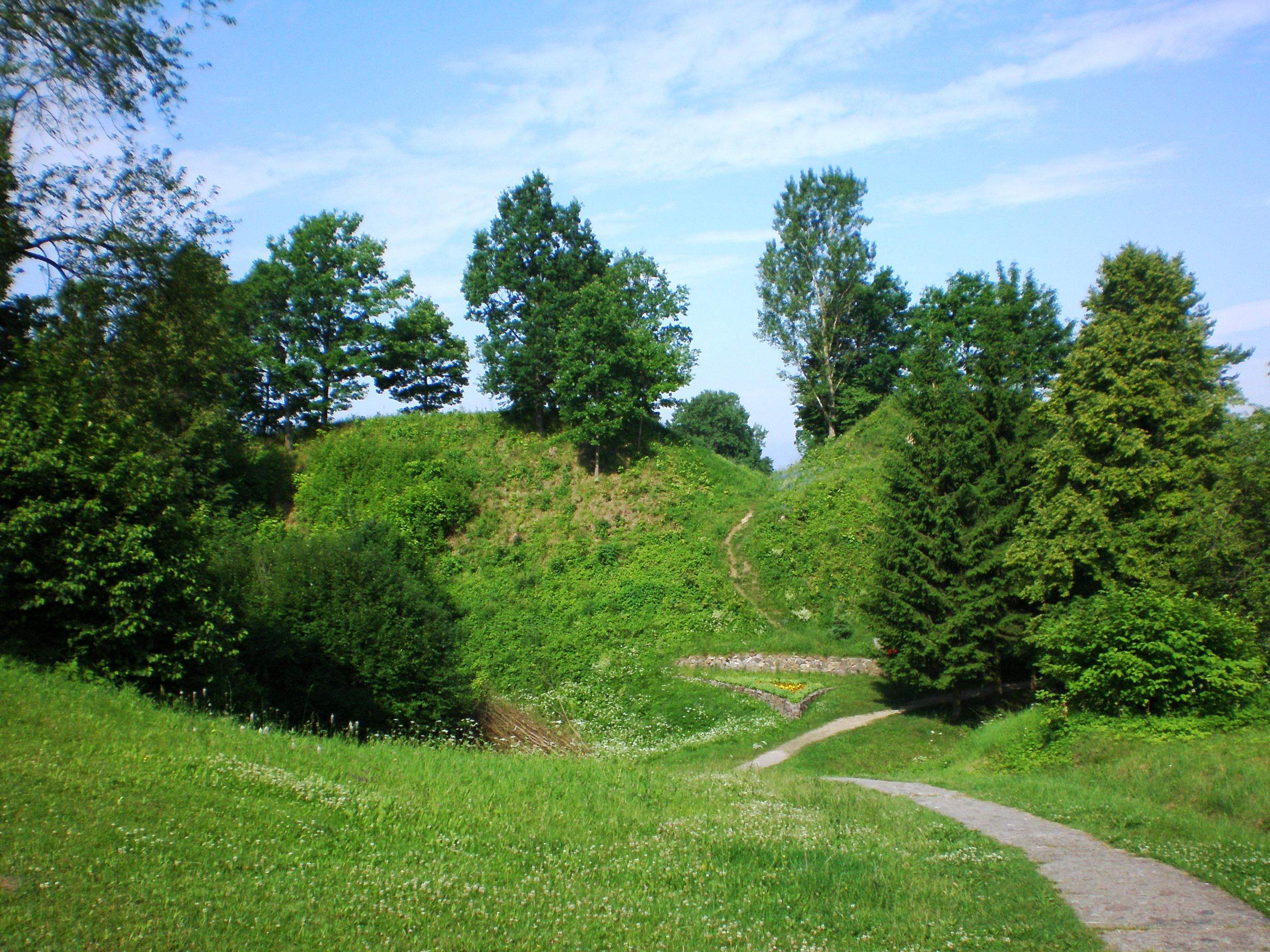
Burghügel

Punia ist ein Ort und historisches Dorf in der Rajongemeinde Alytus in Litauen. Es liegt am rechten Ufer des Flusses Memel und hat etwa 800 Einwohner. Es war eine wichtige frühe Stadt im Großfürstentum Litauen. Es gibt eine katholische Kirche, eine Schule, ein Kulturzentrum, den Burghügel Punia.

## Geschichte
Der Ort wurde erstmals 1382 erwähnt. Die erste Kirche wurde 1425 wahrscheinlich von Vytautas dem Großen erbaut. Aufgrund seiner guten geografischen Lage (der Fluss Memel, direkte Verbindung nach Trakai) wurde Punia zu einem lokalen Zentrum. 1503 erhielt die Stadt Magdeburger Rechte und wurde zum Stadtstatus befördert.
2017 war Punia die Kleine Kulturhauptstadt Litauens.